# 小行星3593
小行星3593（英語：3593 Osip）是一颗围绕太阳公转的小行星。1981年3月2日，舒爾特·巴斯在赛丁泉山发现了此天体。
这颗小行星的绝对星等为205.0978487469573等。